# Glipa formosana obscuripennis
Glipa formosana obscuripennis es una subespecie de coleóptero de la familia Mordellidae.

## Distribución geográfica
Habita en la isla de Formosa.